# Mistrzostwa Europy w Piłce Nożnej 1972
Mistrzostwa Europy w Piłce Nożnej 1972 – 4. edycja piłkarskich mistrzostw Europy męskich reprezentacji krajowych. Turniej finałowy odbywał się od 14 do 18 czerwca 1972 w Belgii.

## Stadiony
| Stadion Heysel    | Stade Maurice Dufrasne | BrukselaLiègeAnderlechtAntwerpia |
| Stadion Heysel    | Stade Maurice Dufrasne | BrukselaLiègeAnderlechtAntwerpia |
| Bruksela          | Liège                  | BrukselaLiègeAnderlechtAntwerpia |
| Pojemność: 50 000 | Pojemność: 31 000      | BrukselaLiègeAnderlechtAntwerpia |
| Stade Émile Versé | Bosuilstadion          | BrukselaLiègeAnderlechtAntwerpia |
| Stade Émile Versé | Bosuilstadion          | BrukselaLiègeAnderlechtAntwerpia |
| Anderlecht        | Antwerpia              | BrukselaLiègeAnderlechtAntwerpia |
| Pojemność: 30 000 | Pojemność: 20 000      | BrukselaLiègeAnderlechtAntwerpia |

## Eliminacje
Eliminacje rozgrywane były od 7 października 1970 do 16 lutego 1972 w ośmiu 4-drużynowych grupach. Mecze w danej grupie rozgrywano systemem „każdy z każdym” mecz i rewanż. Za zwycięstwo dana drużyna otrzymywała 2 pkt., za remis jeden pkt, za porażkę punktów nie przyznawano. Tylko zwycięzca grupy awansował do dalszej fazy, czyli ćwierćfinałów.

## Drużyny zakwalifikowane do turnieju finałowego
| Drużyna | Grupa kwalifikacyjna   | Data kwalifikacji | Liczba występów      | Najlepszy wynik    |
| ------- | ---------------------- | ----------------- | -------------------- | ------------------ |
| RFN     | zwycięzca ćwierćfinału | 13 maja 1972      | debiutant            | debiutant          |
| ZSRR    | zwycięzca ćwierćfinału | 13 maja 1972      | 3 (1960, 1964, 1968) | Mistrzostwo (1960) |
| Węgry   | zwycięzca ćwierćfinału | 17 maja 1972      | 1 (1964)             | III miejsce (1964) |
| Belgia  | zwycięzca ćwierćfinału | 22 maja 1972      | debiutant            | debiutant          |

## Turniej finałowy

### Półfinały
14 czerwca 1972
| RFN        | 2 – 1 (1-0) | Belgia        | 20:00 czasu CET – Bosuilstadion, Antwerpia Sędzia: William J. Mullan (Szkocja) Widzów: 55,6 tys. |
| Müller 24' |             | Polleunis 83' | 20:00 czasu CET – Bosuilstadion, Antwerpia Sędzia: William J. Mullan (Szkocja) Widzów: 55,6 tys. |
| Müller 71' |             |               | 20:00 czasu CET – Bosuilstadion, Antwerpia Sędzia: William J. Mullan (Szkocja) Widzów: 55,6 tys. |
|            |             |               |                                                                                                  |

| ZSRR       | 1 – 0 (0-0) | Węgry | 20:00 czasu CET – Stade Émile Versé, Bruksela Sędzia: Rudi Glöckner (NRD) Widzów: 1,7 tys. |
| Końkow 53' |             |       | 20:00 czasu CET – Stade Émile Versé, Bruksela Sędzia: Rudi Glöckner (NRD) Widzów: 1,7 tys. |
|            |             |       | 20:00 czasu CET – Stade Émile Versé, Bruksela Sędzia: Rudi Glöckner (NRD) Widzów: 1,7 tys. |

### Mecz o 3. miejsce
17 czerwca 1972
| Belgia        | 2 – 1 (2-0) | Węgry          | 20:15 czasu CET – Stadion Sclessin, Liège Sędzia: Johan Einar Boström (Szwecja) Widzów: 6,2 tys. |
| Lambert 24'   |             | Kű 52' (karny) | 20:15 czasu CET – Stadion Sclessin, Liège Sędzia: Johan Einar Boström (Szwecja) Widzów: 6,2 tys. |
| van Himst 29' |             |                | 20:15 czasu CET – Stadion Sclessin, Liège Sędzia: Johan Einar Boström (Szwecja) Widzów: 6,2 tys. |
|               |             |                |                                                                                                  |

### Finał
18 czerwca 1972
| RFN        | 3 – 0 (1-0) | ZSRR | 16:00 czasu CET – Heysel, Bruksela Sędzia: Ferdinand Marschall (Austria) Widzów: 43,1 tys. |
| Müller 28' |             |      | 16:00 czasu CET – Heysel, Bruksela Sędzia: Ferdinand Marschall (Austria) Widzów: 43,1 tys. |
| Wimmer 52' |             |      | 16:00 czasu CET – Heysel, Bruksela Sędzia: Ferdinand Marschall (Austria) Widzów: 43,1 tys. |
| Müller 57' |             |      |                                                                                            |
|            |             |      |                                                                                            |

## Statystyki turnieju

### Strzelcy goli
4 gole
- Gerd Müller

1 gol
- Herbert Wimmer
- Anatolij Końkow
- Raoul Lambert – Odilon Polleunis – Paul Van Himst
- Lajos Kű

### Najszybszy gol
24 minuta: Raoul Lambert (Belgia – Węgry); Gerd Müller (RFN – Belgia)